# Donát Scotus
Donát Scotus († 875, Fiesole) byl fiesolský biskup, v katolické církvi je uctíván jako světec.

## Život
Narodil se pravděpodobně koncem 8. století v Irsku. S přítelem se rozhodl vykonat pouť do Říma. Cestou zpět se přátelé zastavili ve Fiesole, kde se zrovna konala volba biskupa. Podle legendy se v momentě, kdy Donát vstoupil do místní katedrály sv. Romula Fiesolského, rozezněly samy od sebe zvony. Volitelé to pochopili jako projev Boží vůle, a biskupem zvolili právě Donáta. V biskupském úřadě prožil čtyřicet let.
Byl literárně činný. Jeho dílem je životopis sv. Brigity Irské a několik básní. Je pohřben ve tamní katedrále.